# ブント (市民団体)
ブント(BUND)は、1997年から2008年まで存在した、日本の新左翼系の市民団体。前身は「戦旗・共産主義者同盟」（荒派・日向派）、後継は「一般社団法人アクティオ」。

## 概要
「ブント(BUND)」は、元新左翼系（共産同、ブント系）の市民団体。
1997年に「戦旗・共産主義者同盟」（荒派、日向派）が「ブント(BUND)」と改称し誕生した。その際「ブントのマニフェスト」が発表されて共産主義革命と武装闘争路線を放棄し、自由主義を認めたうえでの社会変革と環境革命が掲げられた。ワークショップやフィールドワーク、コンサートの開催など、他の新左翼党派には見られない活動を行い、若手の獲得にも成功した。
2008年1月、臨時総会で組織名称を「アクティオ・ネットワーク」に変更。Actioとはラテン語で「活動」を意味する。アクティオ・ネットワークは、「党派」ではなく、各地域の社会運動団体からなるネットワークであると自己規定した。しかし公安警察は前身である共産主義者同盟と同じく極左暴力集団とみなし、アクティオ・ネットワークはこれに抗議した。
2010年、「アクティオ・ネットワーク」は「一般社団法人アクティオ」となった。
2013年10月　機関誌『エコ＆ピース月刊誌Ａｃｔｉｏ』休刊、実質的に活動停止。
国税庁法人番号公表サイトの記録によると2024(令和6)年10月3日、一般社団法人アクティオが登記記録の閉鎖（清算の結了等）を完了し、形式上もアクティオは消滅した。

## 組織
- 代表：年次総会で2名の共同代表理事を選出
- 機関紙誌：Actio
- 活動拠点：アクティオ編集部（東京都台東区）

## 年表
- 1995年1月　共産主義者同盟が機関紙の「戦旗」を「SENKI」と改称[5]。荒岱介代表。
- 1997年3月　共産主義者同盟が名称を「ブント(BUND)」に変更[6]。「ブントのマニフェスト」を発表し共産主義を放棄、環境派へのシフトが行なわれる。
- 1997年7月　ファシストを自称する元活動家、佐藤悟志に対し、数名の現役活動家がロフトプラスワンで殴る蹴るの暴行を加えた[7]。ブントは、それ以前に「殴り合い」があり、当日は構成員が「個人的憤激」から殴りかかったものであり組織的なものではないとしている[8][9]。また、2000年6月にも佐藤に対して同じ場所で再び集団暴行を加えた[10]。これもまたブントは「眼鏡を割られて」「思わず手か足を出した」ものであるとしている[11]。さらに、2001年10月には、ブントの参加した集会会場入り口付近に現れマイク情宣を始めた佐藤のマイクコードをひきちぎったとして、構成員が器物損壊罪に問われた[12][13]。
- 2007年5月　荒代表辞任。総会で水澤努を新代表選出。
- 2007年5月　総会で機関紙名の表題をSENKIからActio（アクティオ）に変更。
- 2008年1月　臨時総会で組織名称を「アクティオ・ネットワーク」に変更。
- 2009年9月、Actio2009年10月号から発行主体が「一般社団法人アクティオ」に変更された[14]。
- 2010年5月　総会で「アクティオ・ネットワーク」の組織的解消と「一般社団法人アクティオ」への移行を決定。
- 2011年8月　事務所を埼玉県蕨市から東京都台東区に移転。
- 2012年5月　水澤努が代表を辞任し共同代表制に移行。
- 2013年10月　機関誌『エコ＆ピース月刊誌Ａｃｔｉｏ』休刊、実質的に活動停止[15]。
- 2024年10月　一般社団法人アクティオが登記記録の閉鎖完了、形式上もアクティオは消滅。